# Associació de Liceistes 4t i 5è Pis
L'Associació Liceistes 4t i 5è pis, abans Grup de Liceistes del 4t i 5è Pis, és una associació formada per aficionats a l'òpera i la música, espectadors habituals del Gran Teatre del Liceu.

## Història
S'originà en 1954 per agrupar els aficionats que freqüentaven les tertúlies d'un bar proper al teatre i que s'havien conegut durant les hores d'espera a les escales del quart i cinquè pis del Liceu mentre feien cua. La "colla" formada per alguns habituals es va anar consolidant i formà un grup estable, al que s'anaven incorporant nous aficionats. També succeïa que la cua era guardada ordenadament al carrer, però que en obrir-se la porta cap a l'escala alguns no s'estimessin de respectar l'ordre, transformant la pujada en una competició deslleial per tal d'avançar els qui eren davant, (a considerar que pogués tractar-se de persones no pertanyents a l'Associació).
Les funcions de La Bohème de 1954 amb Tebaldi, Gianni Poggi i Manuel Ausensi, i les del Festival de Bayreuth de 1955 van acabar de consolidar el grup, els membres del qual van començar a trobar-se en altres llocs per parlar d'òpera, fer audicions de concerts i representacions, sortides i excursions i concerts en casa d'alguns dels membres, amb joves cantants acompanyats al piano, com Jaume Aragall.

## Activitats
El Grup de Liceistes del 4t i 5è Pis, ja constituït, manté reunions periòdiques amb la direcció artística del Liceu, per intercanviar opinions, i organitzen activitats com audicions d'òpera, visionat comentat de retransmissions d'òpera en DVD, excursions, sortides a representacions operístiques, etc. Concedeixen dos premis a cantants.

### Guardó a la millor promesa espanyola (Concurs Francesc Viñas)
És un premi en metàl·lic que s'atorga, dintre del Concurs Internacional de Cant Francesc Viñas, al millor dels concursants de nacionalitat espanyola, aquell que, a judici dels membres de l'associació, té més facultats per desenvolupar una millor carrera. Instituït en el concurs de 1984, des de 1988 s'ha atorgat a cantants espanyols, per poder seguir l'evolució del cantant més fàcilment.

#### Llista de guardonats i guardonades
| Any   | Premiat                  | Veu          |
| ----- | ------------------------ | ------------ |
| 1984  | Stefan Bevier            | Baríton      |
| 1985  | Udo Roestel              | Baríton      |
| 1986  | Aleksandr Fedin          | Tenor        |
| 1987  | Iñaki Fresán             | Baríton      |
| 1988  | Inma Martínez Mestraitua | Soprano      |
| 1989  | desert                   |              |
| 1990, | Inmaculada Egido         | Soprano      |
| 1991  | Montserrat Torruella     | Mezzosoprano |
| 1992  | Yolanda Auyanet          | Soprano      |
| 1993  | desert                   |              |
| 1994  | Milagros Poblador        | Soprano      |
| 1996  | desert                   |              |
| 1997  | Ángel Rodríguez Rivero   | Tenor        |
| 1998  | Mariola Cantarero        | Soprano      |
| 1999  | Mariola Cantarero        | Soprano      |
| 2000  | Salvador Carbó           |              |
| 2001  | Javier Franco            | Baríton      |
| 2002  | Sandra Pastrana          | Soprano      |
| 2003  | Sandra Galiano           | Soprano      |
| 2004  | Isaac Galán              | Baríton      |
| 2005  | María Pilar Vázquez      | Mezzo        |
| 2006  | Montserrat Melero        | Soprano      |
| 2007  | Airam de Acosta          | Tenor        |
| 2008  | Carmen Solís             | Soprano      |
| 2009  | Carol García             | Mezzo        |
| 2010  | Orlando Niz              | Tenor        |
| 2011  | Anna Tobella             | Mezzo        |
| 2012  | Miriam Zubieta           | Soprano      |

A partir de 2013, aquest premi és substituït per la participació de l'entitat en el tercer premi oficial del concurs. Els guanyadors han estat:
| Any  | Premiat                         | Veu                  | Procedència   |
| ---- | ------------------------------- | -------------------- | ------------- |
| 2013 | Valeriu Carardja                | Baríton              | Romania       |
| 2014 | Ximena Agurto                   | Soprano              | Perú          |
| 2015 | Anatoli Sivko                   | Baríton              | Belarús       |
| 2016 | Selene Zanetti Iulia Mennibaeva | Soprano Mezzosoprano | Itàlia Rússia |

### Guardó al millor cantant de la temporada del Liceu
En finalitzar la temporada d'òpera al Gran Teatre del Liceu, i des de la temporada 1996-1997, mentre el teatre encara estava en reconstrucció i les funcions es feien en altres recintes, l'associació concedeix un guardó a qui considera, per votació dels membres, el millor cantant de la temporada. Se'n fa acte de lliurament al teatre, amb la presència del guanyador en la seva següent visita al teatre. La direcció del Liceu col·loca una fotografia de gran format del guanyador als passadissos del quart i cinquè pis, com a testimoni del premi i dels cantants que han passat pel teatre.

#### Llista de guardonats i guardonades
| Temporada | Premiat            | Notes |
| --------- | ------------------ | --- |
| 1996-1997 | Dolora Zajick      | Mezzo, pel paper de Lady Macbeth a Macbeth de Giuseppe Verdi, en versió de concert al Palau de la Música Catalana |
| 1997-1998 | Robert Hale        | Baix-baríton, per Wotan a Die Walküre de Richard Wagner, en versió de concert al Palau de la Música Catalana      |
| 1998-1998 | Bryn Terfel        | Baríton, per un recital de lieder, ja al Gran Teatre del Liceu reconstruït.                                       |
| 1999-2000 | Natalie Dessay     | Soprano, per un recital.                                                                                          |
| 2000-2001 | José Cura          | Tenor, pel paper de Samsó a Samson et Dalila de Camille Saint-Saëns.                                              |
| 2002-2003 | Falk Struckmann    | Baríton, pel paper de Wotan a Das Rheingold i Die Walküre de Richard Wagner.                                      |
| 2003-2004 | Maria Guleghina    | Soprano, pel paper de Lady Macbeth a Macbeth de Giuseppe Verdi.                                                   |
| 2004-2005 | Rolando Villazón   | Tenor, pel paper de Nemorino a L'elisir d'amore de Gaetano Donizetti.                                             |
| 2005-2006 | Fiorenza Cedolins  | Soprano, pel paper de Butterfly a Madama Butterfly de Giacomo Puccini.                                            |
| 2006-2007 | Renée Fleming      | Soprano, pel paper de Taís a Thaïs de Jules Massenet, en versió de concert.                                       |
| 2007-2008 | Plácido Domingo    | Tenor, pel paper de Siegmund a Die Walküre de Richard Wagner, en versió de concert.                               |
| 2008-2009 | Nina Stemme        | Soprano, pel paper de Salomé a Salomé de Richard Strauss.                                                         |
| 2009-2010 | Juan Diego Flórez  | Tenor, pel paper de Tonio a La fille du régiment de Gaetano Donizetti.                                            |
| 2010-2011 | Roberto Alagna     | Tenor, pel paper de Don José a Carmen de Georges Bizet.                                                           |
| 2011-2012 | Diana Damrau       | Soprano, pel paper de Linda a Linda di Chamounix de Gaetano Donizetti.                                            |
| 2012-2013 | Anna Netrebko      | Soprano, pel paper titular de Iolanta de Piotr Txaikovski.                                                        |
| 2013-2014 | Sondra Radvanovsky | Soprano, pel paper titular de Tosca de Giacomo Puccini.                                                           |
| 2014-2015 | Stefan Vinke       | Tenor, pel paper titular de Siegfried de Richard Wagner.                                                          |
| 2015-2016 | Irene Théorin      | Soprano, pel paper de Brunhilde en Götterdämmerung de Richard Wagner.                                             |
| 2016-2017 | Evelyn Herlitzius  | Soprano, pel paper titular en Elektra de Richard Strauss.                                                         |
| 2017-2018 | Carlos Álvarez     | Baríton, pel paper de Carlo Gérard en Andrea Chénier d'Umberto Giordano.                                          |